# キブツ

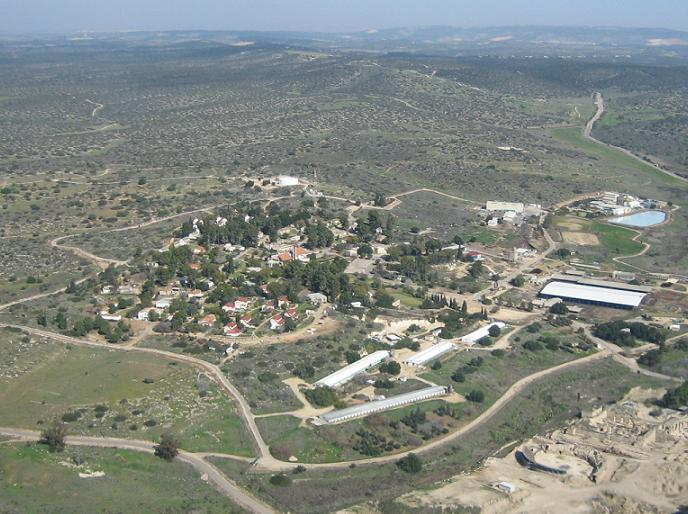
イスラエル中部にあるベイト・グブリンのキブツ

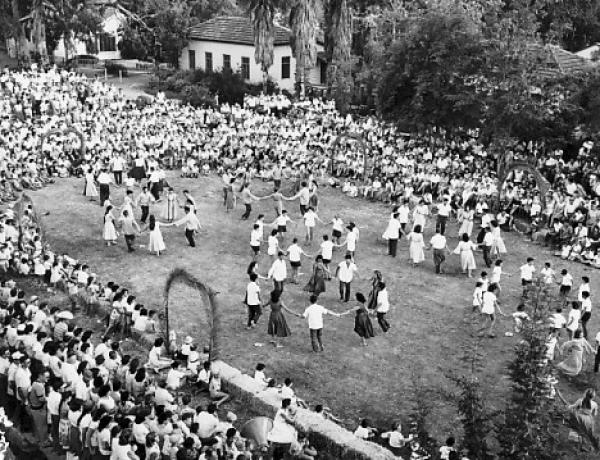
ガンシュムエルキブツでのシャブオット(七週祭=ユダヤ教の収穫祭)、1959年

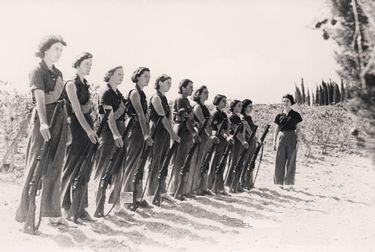
第一次中東戦争中、キブツ「ミシュマール・ハエメク」で訓練を受ける女性たち

キブツ（ヘブライ語：קיבוץ;複数形：קיבוצים, 英語：kibbutz）は、イスラエルの集産主義的協同組合。キブツとは元来ヘブライ語で「集団」「集合」を意味する言葉である。

## 概説
1909年、帝政ロシアの迫害を逃れた若いユダヤ人男女の一群がパレスチナに渡り、最初の共同村デガニアをガリラヤ湖南岸に設立したのがキブツの始まりである。彼らは、自分たちの国家建設の夢を実現させようと願って、生産的自力労働、集団責任、身分の平等、機会均等という4大原則に基づく集団生活を始め、土地を手に入れ、開墾していった。迫害のために世界各地からユダヤ人がこの地にやってくると共に、キブツの数や人口は増大し、学校、図書館、診療所、映画館、スポーツ施設などの建設も進められた。元来は農業が中心であったが、現在では工業や観光業も営み、独立した自治体的な側面も有している。当初、生活の全てが無料で保障されるとともに構成員の労働は無報酬であったが、現在では給与が支払われるようになっている。
コルホーズ、人民公社など、他の国にも共同社会的な事業形態はあるが、イスラエルでキブツが果たしたほどの重要な役割を持った自発的な集産主義的共同体は、他にはない。イスラエルにおける彼らの重要性はイスラエルの建国にまで遡ることができ、また現在でも重要な存在である。
社会主義とシオニズムが実際的な労働シオニズムの形で結合したキブツは、イスラエル独特の社会実験であり、歴史上最大の共同体運動の一つである。キブツは独立した農業経営がまだ現実的ではない時期に設立された。共同社会での必要性にかられて、あるいはユダヤ教的、社会主義的なイデオロギーに突き動かされ、キブツの構成員は全世界の興味を引きつける、共同社会的な生活様式を発達させた。キブツは数世代にわたり理想郷的な共同体であったが、現在のキブツの多くは、設立当初はキブツが全く異なる選択肢と考えていた資本家企業や普通の町とほとんど変わらない。
キブツはイスラエルの人口比率からすると考えづらいほど多くの軍指導者、知識人、政治家を輩出している。たとえば、初代首相ダヴィド・ベン＝グリオン、女性首相ゴルダ・メイアなど。また、キブツの構成員がイスラエル人口の4%にもかかわらずイスラエル議会で議席の15%を占めていたこともあった。キブツの人口はイスラエル全体の7%を超えたことがない。しかし、イスラエル人にとっても、外国人にとっても、他のどのような施設にもまして、キブツはイスラエルを象徴するものとなった。
「キブツ運動」「キブツ産業協会」といった全国組織が活動している。キブツ運動などによると、282のキブツが存在し、17万人以上が暮らす（2016年時点）。1960～1970年代には社会主義的な理想郷としてみなされ、日本を含む世界各地から若者が移住してきた。だが1980年代に多くのキブツが財政的な危機に陥り、1990年代には財産の私有と給与制、家族単位での子育てへと転換し、農業以外の分野での起業も広がった。一方で、住宅や財産を共有する昔ながらのキブツも45ある。  
点滴灌漑システムの世界最大手企業であるネタフィムのように、キブツで起業されて発展した会社も多い。イスラエルの食品最大手のツヌバはキブツとモシャブ（家族経営の農場が集まった村）が所有する協同組合で有名だったが、有限会社化後は2014年に中国の光明食品集団に買収されている。パレスチナ問題をめぐり多くのイスラム諸国と対立するイスラエルは、食料自給率が9割を超えており、農業生産の約8割をキブツとモシャブが担っている。

## 関連文献
- L.リーグル・Th.ベルグマン(著), 松浦利明・横川洋(訳)『キブツの危機と将来―協同組合的な経済・生活様式の変貌』食料農業政策研究センター国際部会 1996年4月 ISBN 978-4540951336
- 河野元美『イスラエル・キブツの生活―バック・パッカー達のフィールド』彩流社 2009年4月 ISBN 978-4779114311